# Alcantarea
Alcantarea (É.Morren ex Mez) Harms, 1929 e un genere  di piante appartenenti alla famiglia Bromeliaceae (sottofamiglia Tillandsioideae).
Questo genere fu così denominato in onore di Dom Pedro d'Alcântara, secondo Imperatore del Brasile.

## Tassonomia
Il genere comprende le seguenti specie:
- Alcantarea abacta Versieux
- Alcantarea acuminatifolia Leme
- Alcantarea aurantiaca Versieux
- Alcantarea australiana Versieux & Smythe
- Alcantarea benzingii Leme
- Alcantarea brasiliana (L. B. Sm.) J. R. Grant
- Alcantarea burle-marxii (Leme) J. R. Grant
- Alcantarea cerosa Leme, A. P. Fontana & O. B. C. Ribeiro
- Alcantarea compacta Leme & O. B. C. Ribeiro
- Alcantarea distractila Leme &  C. C. Paula
- Alcantarea duarteana (L. B. Sm.) J. R. Grant
- Alcantarea extensa (L. B. Sm.) J. R. Grant
- Alcantarea farneyi (Martinelli & And. Costa) J. R. Grant
- Alcantarea galactea Coser & Versieux
- Alcantarea geniculata (Wawra) J. R. Grant
- Alcantarea glaucifolia Leme & L. Kollmann
- Alcantarea glaziouana (Lemaire) Leme
- Alcantarea heloisae J. R. Grant
- Alcantarea imperialis (Carrière) Harms
- Alcantarea lanceopetala Leme
- Alcantarea longibracteata Leme & Fraga
- Alcantarea martinellii Versieux & Wand.
- Alcantarea nahoumii (Leme) J. R. Grant
- Alcantarea nana Leme
- Alcantarea nevaresii Leme
- Alcantarea nigripetala Leme & L. Kollmann
- Alcantarea occulta Leme
- Alcantarea odorata (Leme) J. R. Grant
- Alcantarea pataxoana Versieux
- Alcantarea patriae Versieux & Wand.
- Alcantarea recurvifolia Leme
- Alcantarea regina (Vellozo) Harms
- Alcantarea roberto-kautskyi Leme
- Alcantarea simplicisticha Leme & A. P. Fontana
- Alcantarea tortuosa Versieux & Wand.
- Alcantarea trepida Versieux & Wand.
- Alcantarea turgida Versieux & Wand.
- Alcantarea vandenbergii Versieux
- Alcantarea vasconcelosiana Leme
- Alcantarea vinicolor (E. Pereira & Reitz) J. R. Grant